# Constantin Hansen
Carl Christian Constantin Hansen (Rome, 3 november 1804 - Frederiksberg, 29 maart 1880) was een Deens schilder en geldt als een belangrijke exponent van de Deense Gouden Eeuw.

## Leven en werk
Hansen was een zoon van de Deense portretschilder Hans Hansen (1769-1828) en Henriette Georgine Lie. Hij werd in 1804 geboren in Rome en het jaar erop gedoopt in Wenen, op de terugreis van zijn ouders naar Denemarken. Hij is vernoemd naar zijn peettante Constanze Weber, weduwe van Wolfgang Amadeus Mozart, die bij de doop aanwezig was.

### Studie en reizen
Hij bezocht vanaf zijn twaalfde de architectuurafdeling van de Koninklijke Deense Kunstacademie, maar wijdde zich vanaf zijn eenentwintigste volledig aan het schilderen. Hij kreeg lessen van Christoffer Wilhelm Eckersberg. In 1835 ontving hij een tweejarige reisbeurs, en bezocht hij Berlijn, Dresden, Praag, Neurenberg, München en ten slotte Rome. In Rome ontmoette hij zijn beroemde landgenoot, de beeldhouwer Bertel Thorvaldsen. Vervolgens maakte hij reizen door Italië. In 1838 bezocht hij Napels, Pompeï en Paestum met Jørgen Roed, en het jaar erop kreeg hij opnieuw financiële steun van de Academie voor een nieuwe reis van Rome naar Napels, waar hij fresco's kopieerde in het archeologisch museum. Hij werd op deze reis vergezeld door Christen Købke en Georg Hilker.

### Terug in Denemarken
Na acht jaar in Italië trok Hansen weer huiswaarts, met een korte onderbreking in München, waar hij zich verder bekwaamde in de fresco-techniek. Terug in Denemarken kon hij deze techniek gebruiken voor een opdracht voor de hal van de universiteit van Kopenhagen, waar hij met Georg Hilker van 1844 tot 1853 aan werkte. Hansen schilderde hiervoor mythologische figuren, terwijl Hilker zorgde voor decoraties in de stijl van Pompeï.
In 1846 trouwde hij met Magdalene Barbara Købke (1825-1898). Zij kregen dertien kinderen, van wie er vier al binnen een jaar stierven. Twee van hun dochters werden succesvol als kunstenares: Kristiane Konstantin-Hansen (1848–1925) als tapijtweefster en Elise Konstantin-Hansen (1858–1946) als schilderes. 
Ter gelegenheid van zijn 50e verjaardag werd Hansen in 1854 geëerd met de benoeming tot titulair hoogleraar, tien jaar later nam de Koninklijke Deense Kunstacademie hem als lid op. Tussen 1861 en 1865 was Hansen belast met de inrichting van het Koninklijk Theater in Kopenhagen, waarbij hij werd bijgestaan door Christian Albrecht Jensen. Bij de decoratie van de kathedraal van Roskilde was Hansen ook betrokken. Na de dood van directeur Wilhelm Marstrand in 1873 nam Hansen representatieve taken voor de Academie waar. In 1874 werd hij benoemd tot ridder in de orde van de Dannebrog.
Rond 1878 trok Hansen zich terug uit zijn werk. Hij overleed na een kortdurende ziekte in 1880, op 75-jarige leeftijd.

## Schilderijen
Bekende werken van Hansen zijn Deense kunstenaars in Rome, dat hij in 1837 maakte voor de Kunstvereniging in Kopenhagen en 
Den Grundlovgivende Rigsforsamling (De Grondwetgevende Vergadering), een schilderij van bijna drieënhalf bij vijf meter met een bijzonder gebruik van het lijnperspectief, waaraan hij van 1861 tot 1865 werkte.

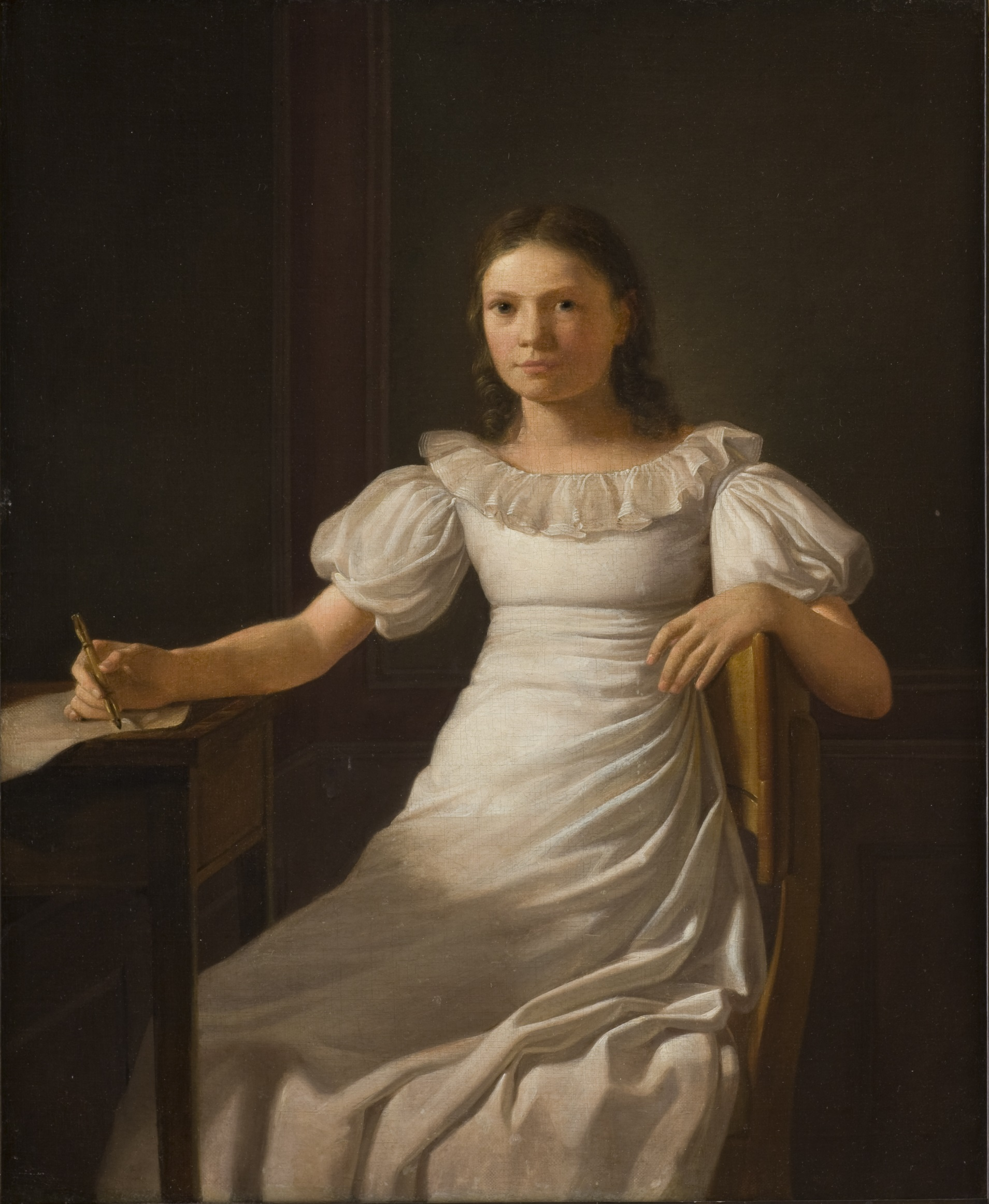
Hansens zuster Alvilde, 1825
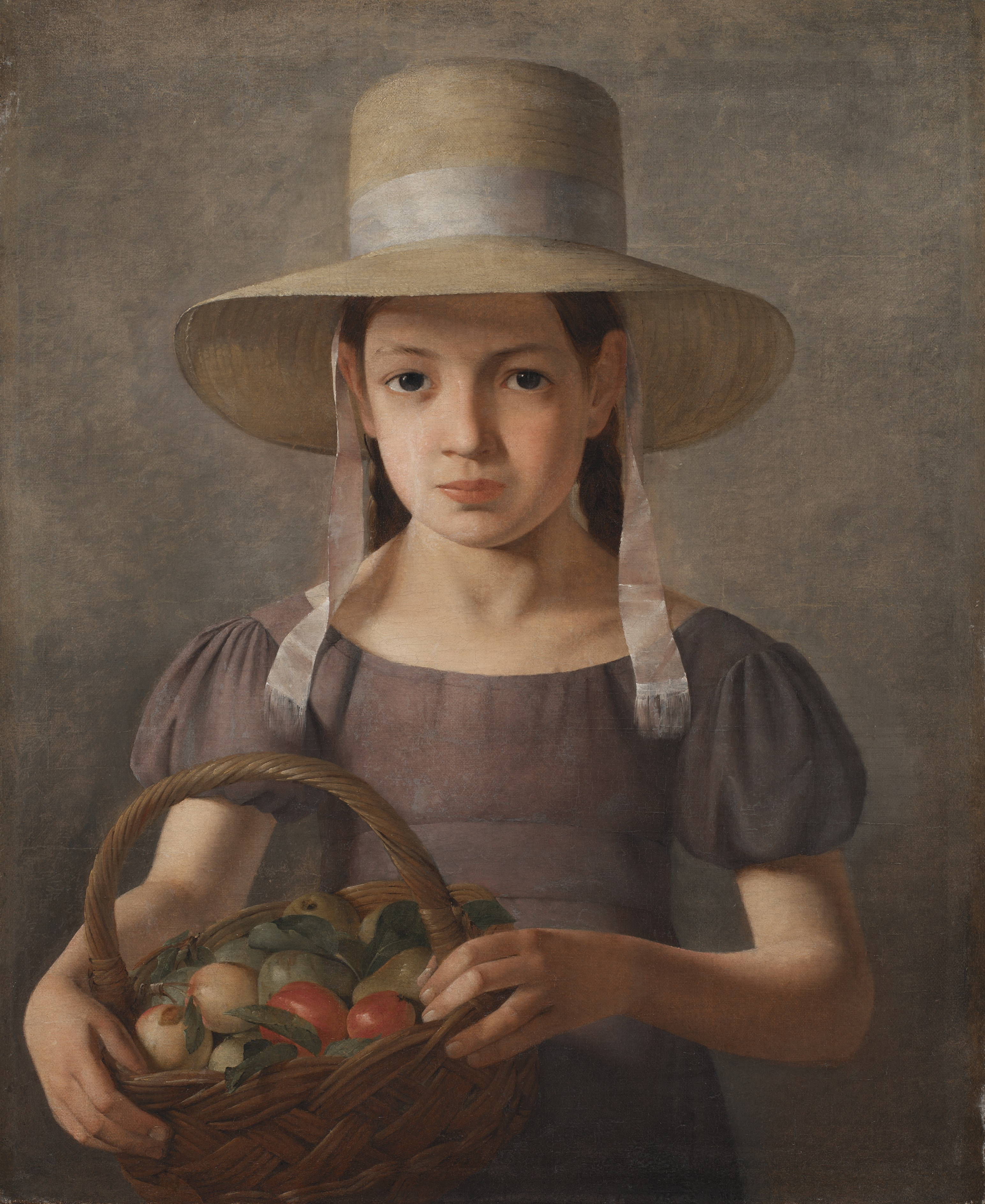
Meisje met een mand vruchten, ca. 1827
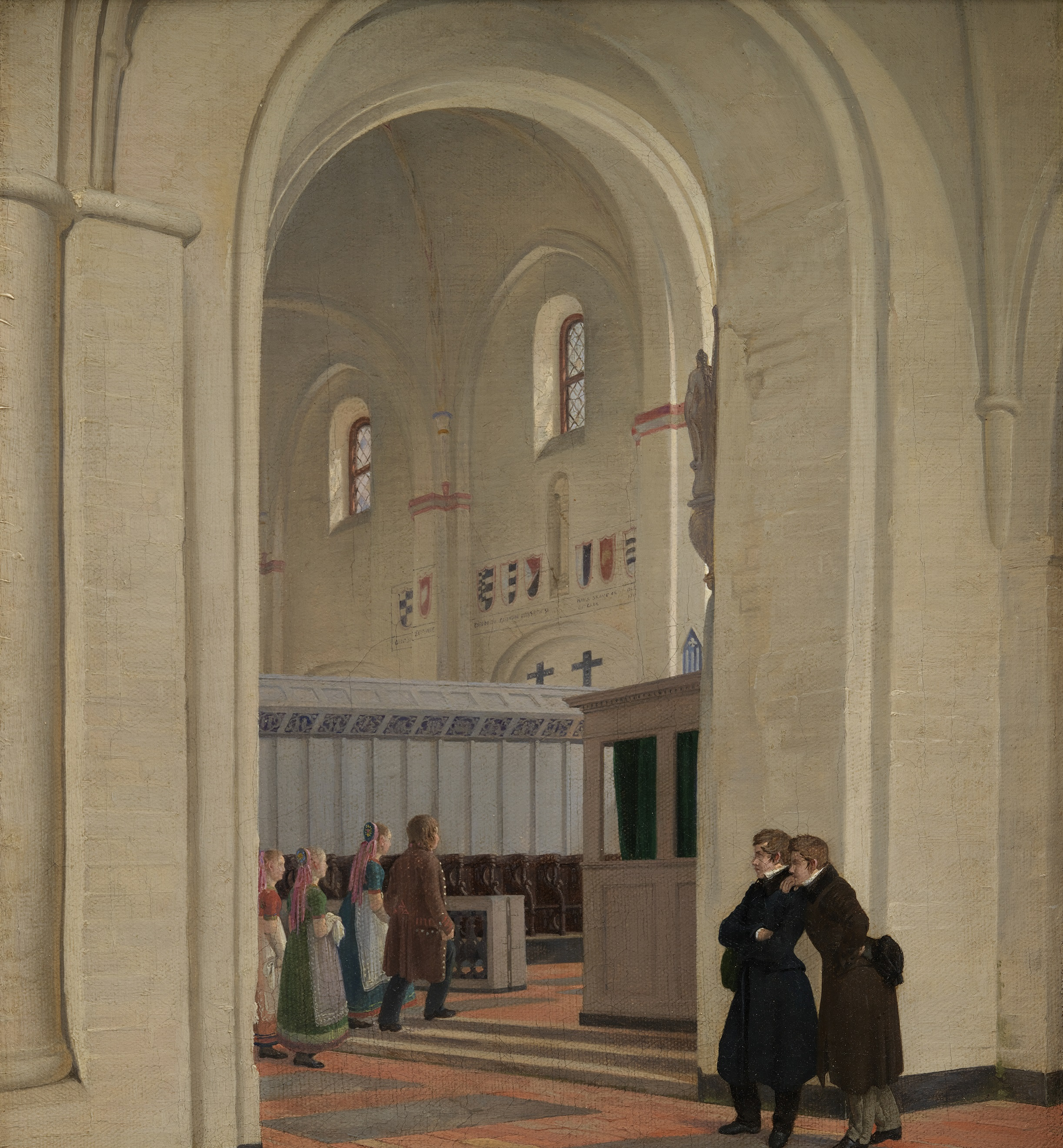
Sint-Benedictuskerk (Ringsted) met Constantin Hansen en Jørgen Roed, 1829
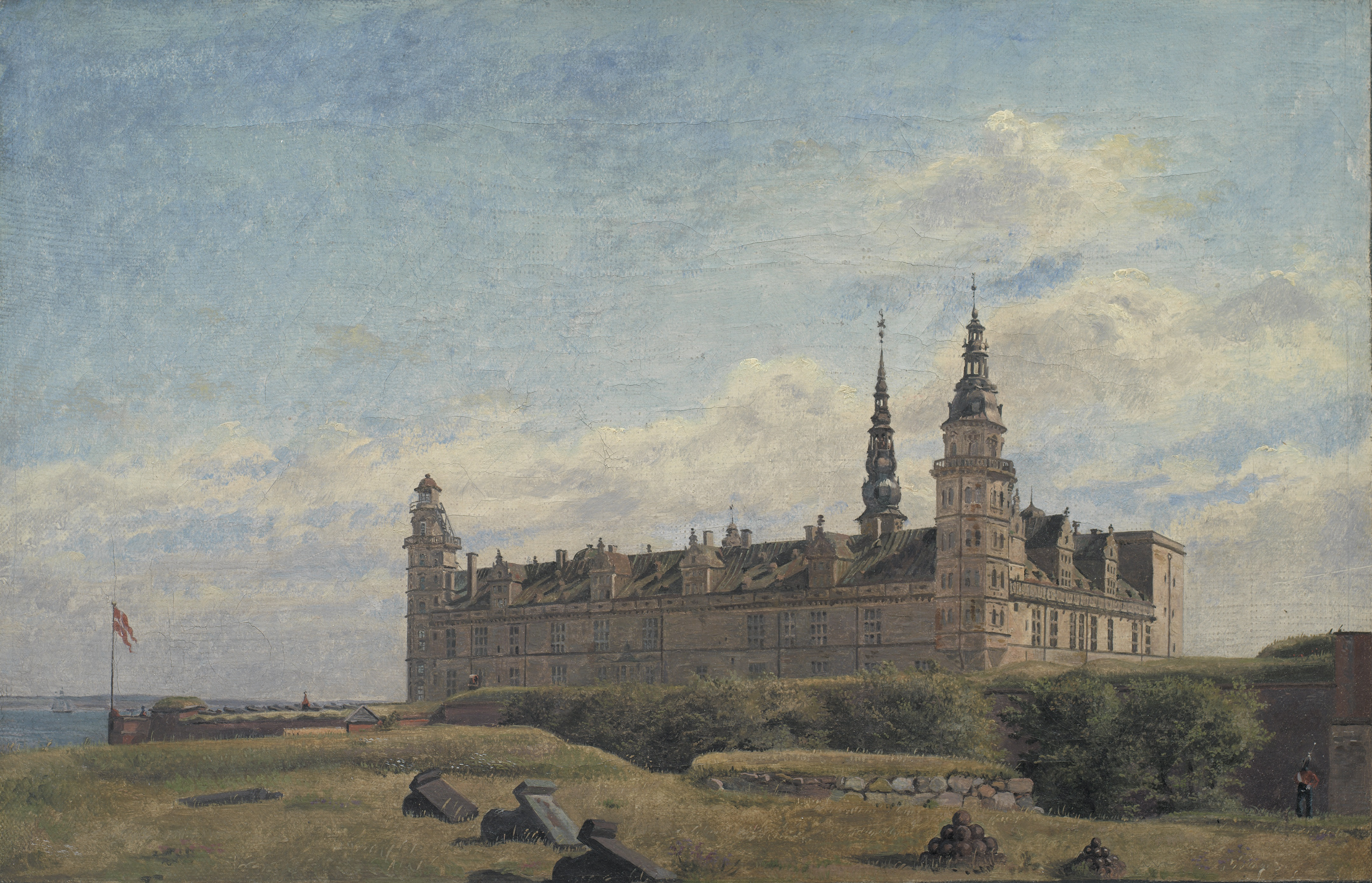
Het slot Kronborg, 1834
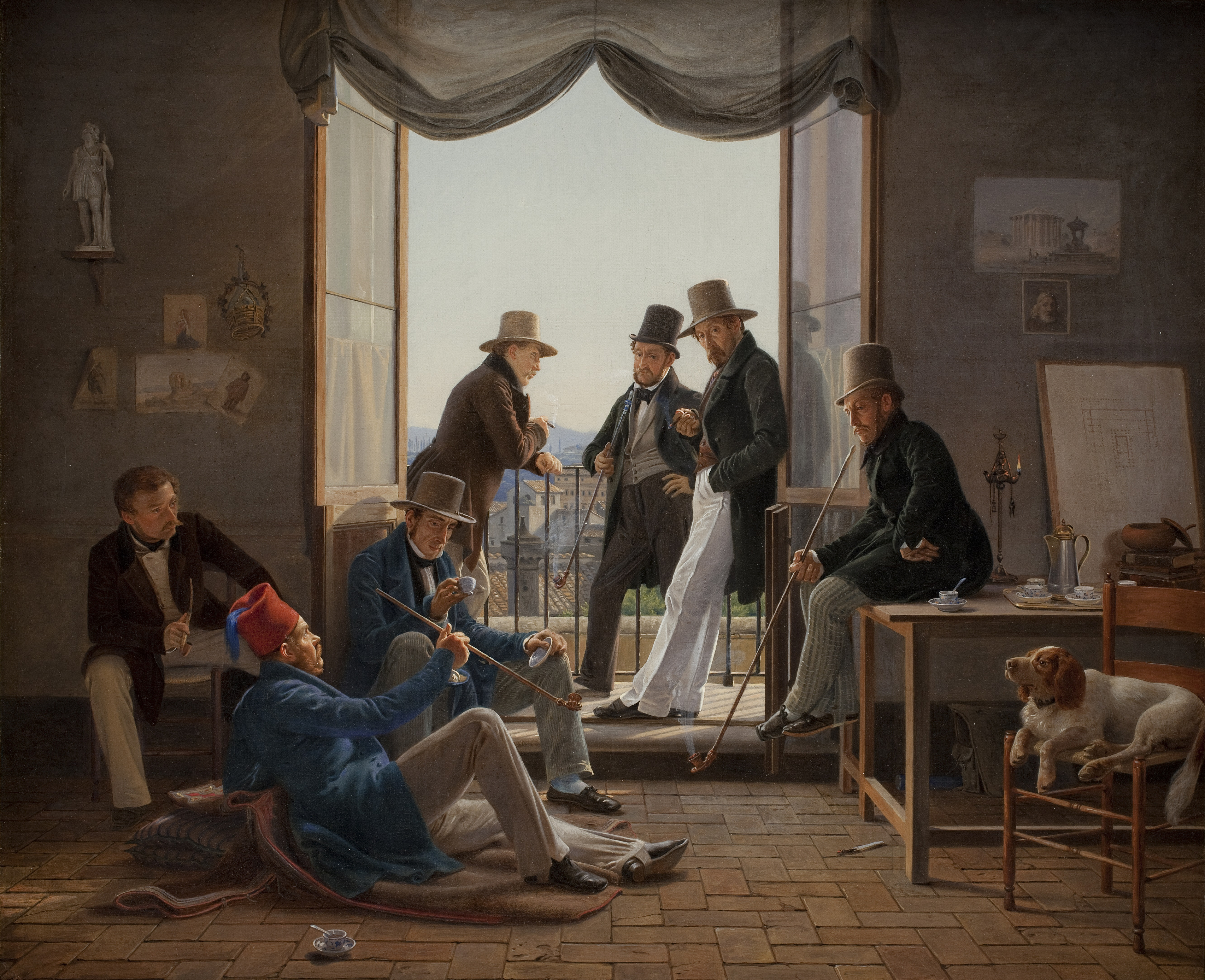
Deense kunstenaars in Rome, 1837. V.l.n.r. Constantin Hansen, Thorvald Bindesbøll, Martinus Rørbye, Wilhelm Marstrand, Albert Küchler, Ditlev Blunck en Jørgen Sonne.
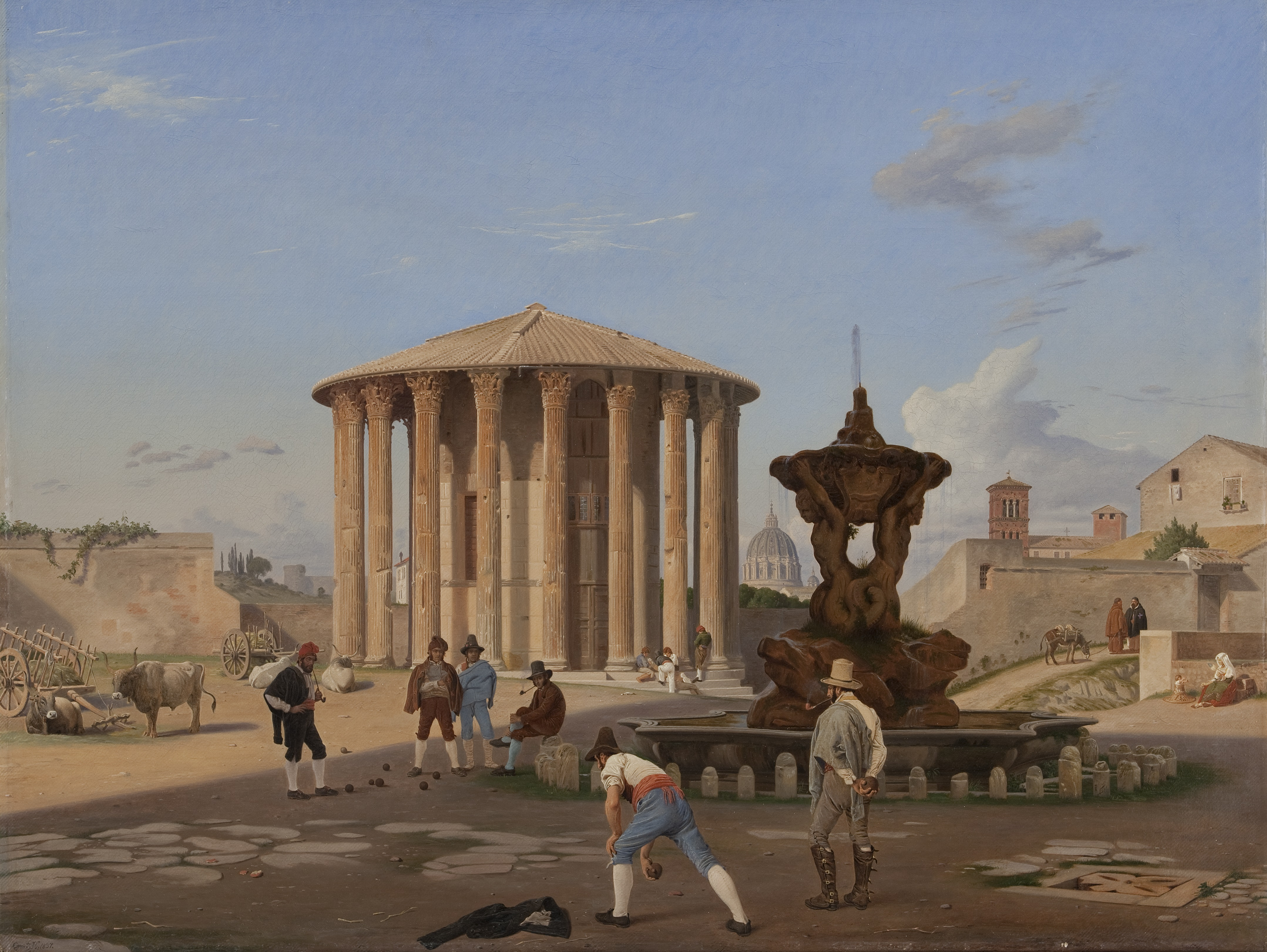
De Tempel van Vesta in Rome, 1837
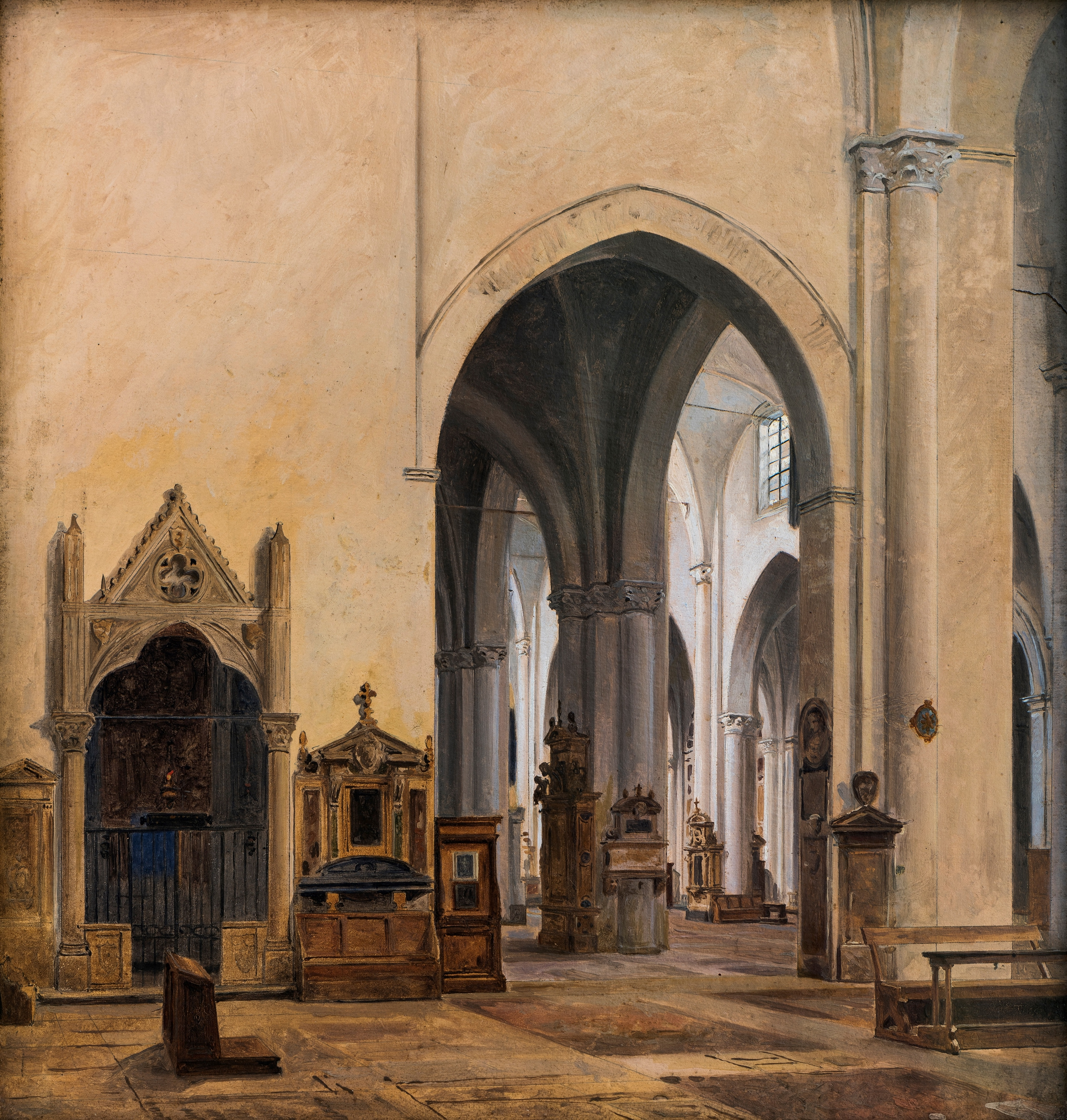
De Santa Maria sopra Minerva in Rome, 1839
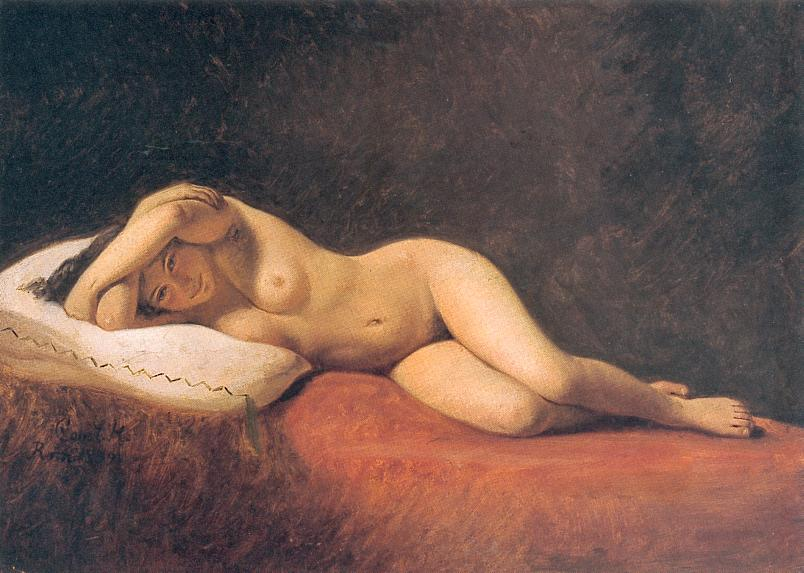
Rustend model, 1839
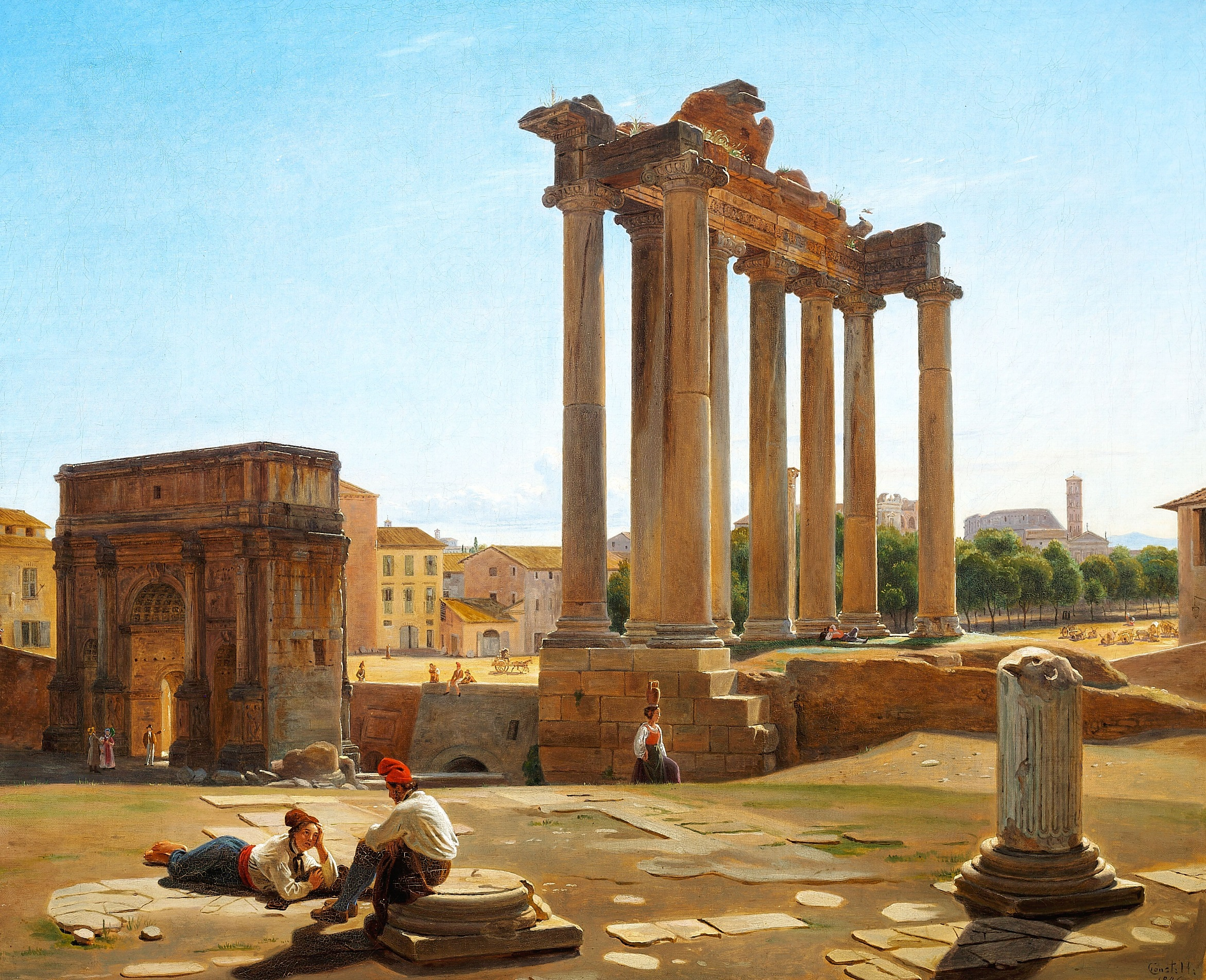
Forum Romanum, 1846
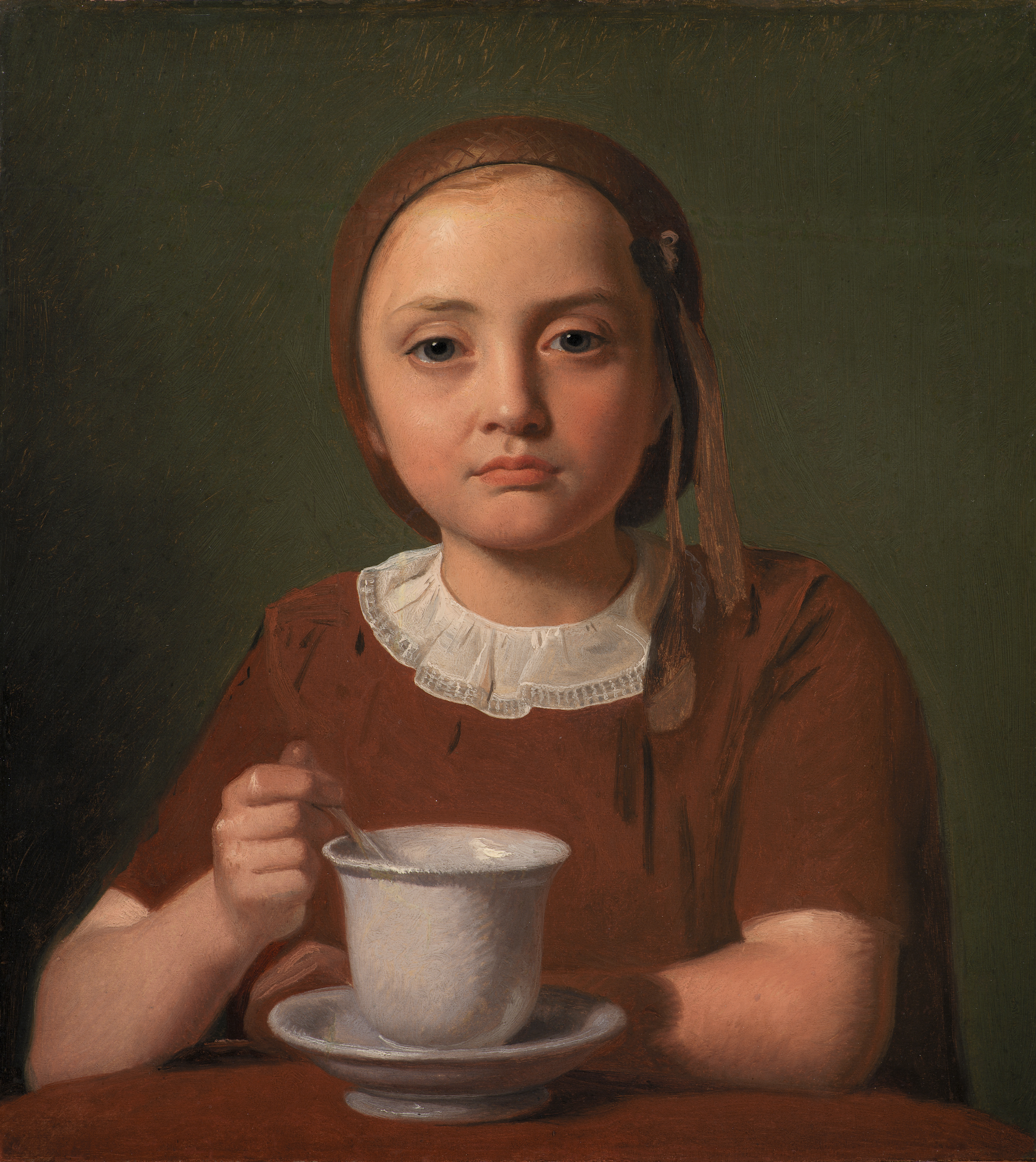
Elise Købke met een kop voor zich, 1850
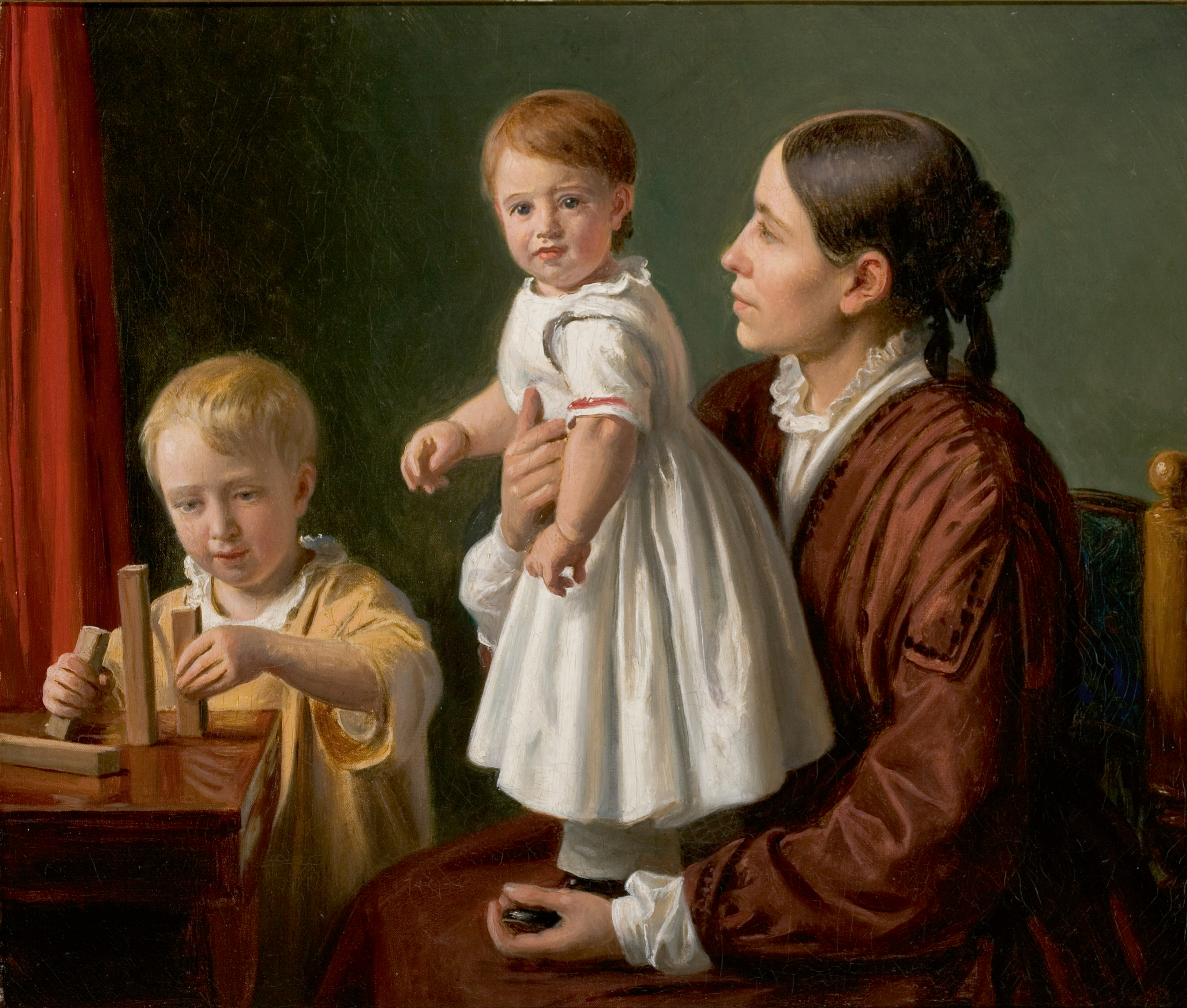
Interieur met Georgia Skovgaard en haar zonen, ca 1860
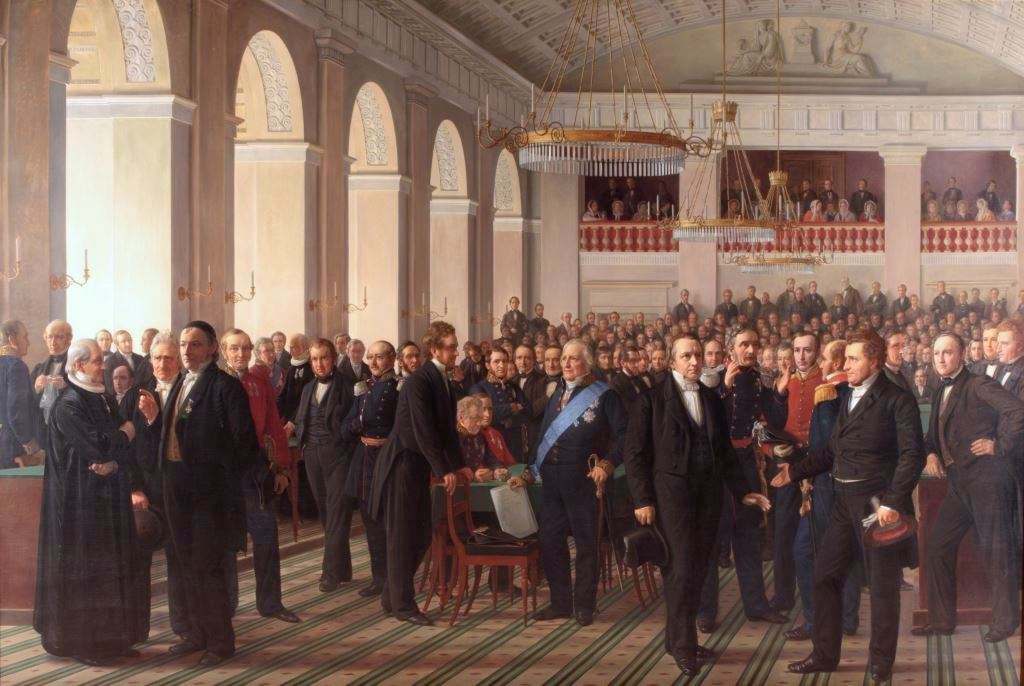
De Grondwetgevende Vergadering, 1861-1865